# Ihor Volodimirovics Szaveljev
Ihor Volodimirovics Szaveljev (ukránul: Ігор Володимирович Савельєв; Kazany, 1962. szeptember 18. –) ukrán labdarúgó, középpályás. Első magyar NB I-es mérkőzése 1991. november 16. Győri ETO – BVSC Budapest volt, ahol csapata 2–1-es vereséget szenvedett.

## Pályafutása

### Klubcsapatokban
Szaveljev a Rubin Kazany csapatában kezdett el futballozni, a szovjet élvonalban 1983-ban debütált a Dinamo Kijiv csapatában. 1984-ben a másodosztályú Tavrija Szimferopol labdarúgója volt, majd az élvonalbeli Csornomorec Odesza középpályása volt; a csapatban 1985 és 1991 között nyolcvannégy élvonalbeli mérkőzésen hat gólt szerzett, 1990-ben pedig szövetségi kupagyőztes lett a csapattal. 1991 és 1992 között öt magyar élvonalbeli mérkőzésen szerepelt a BVSC Budapest csapatában, tagja volt az 1992-es közép-európai kupa döntőjében szerepelt csapatnak. 
1992-ben a moldáv élvonalbeli Bugeac Comrat csapata szerződtette, majd futballozott még Belgiumban, Finnországban és Svédországban is. 1996-ban az ukrán Portovyk Illichivsk csapatához igazolt, kölcsönben megfordult a moldovai Sheriff Tiraspol és az azeri Neftçiben is. Visszavonulása után dolgozott a Portovyk Illichivsk edzőjeként is.

## Sikerei, díjai
- Csornomorec Odesza:
- Szovjet szövetségi kupa győztes: 1990
- BVSC Budapest:
- Közép-európai kupa döntős: 1992